# Piotr Kaszowski

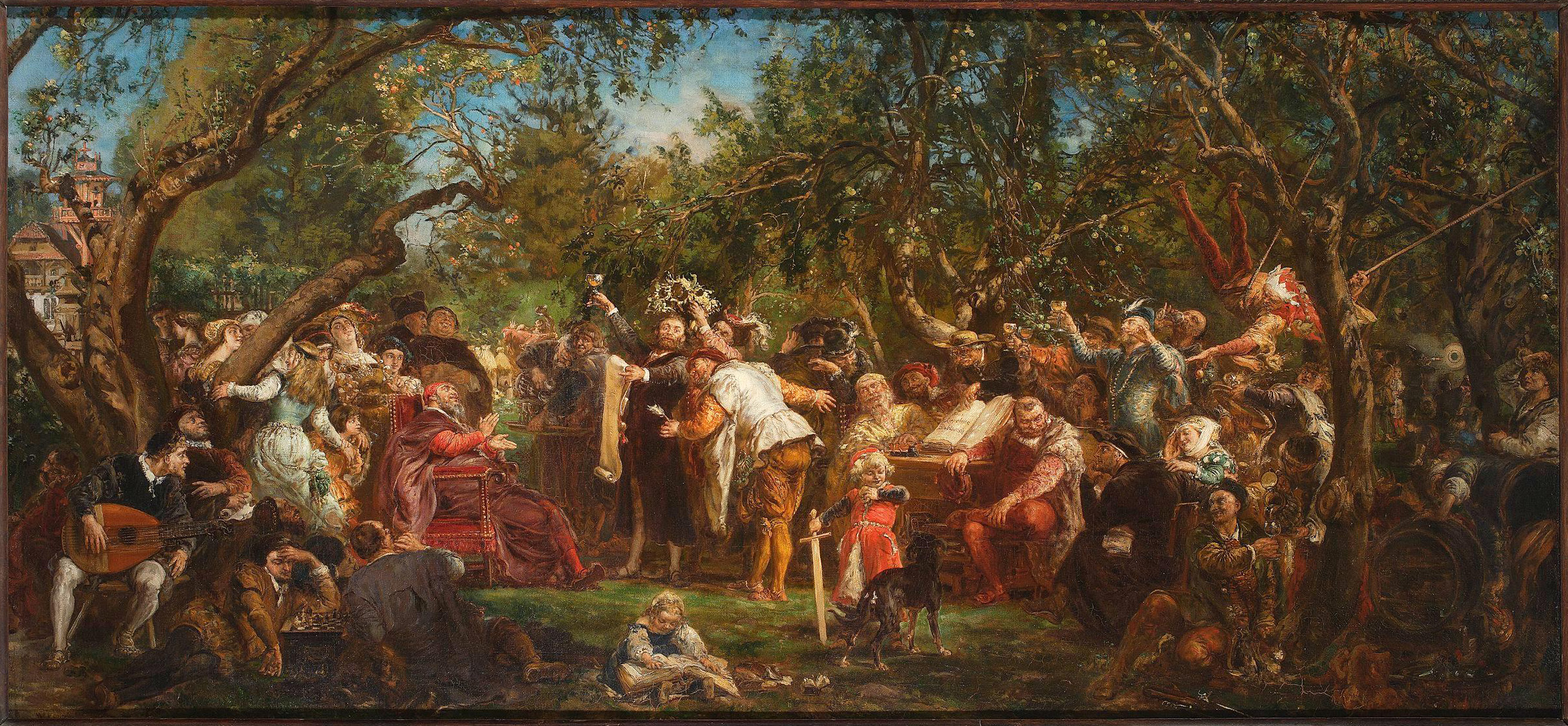
Jan Matejko Rzeczpospolita Babińska, 1881, Muzeum Narodowe w Warszawie, na obrazie Stanisław Pszonka w koronie ze słoneczników, arcybiskup gnieźnieński Mikołaj Dzierzgowski siedzi w fotelu, poeta i sekretarz królewski Andrzej Trzecieski z piórem w ręku obok Pszonki, wojewoda lubelski Piotr Firlej siedzi przy stoliku, Andrzej Frycz Modrzewski siedzi obok Firleja, Piotr Kaszowski w słomianym kapeluszu, Mikołaj Rej wsparty o stolik, ksiądz i pisarz Stanisław Orzechowski rozmawia z Rejem, jego żona Magdalena Chełmska huśta się obok, lutnista królewski Valentin Bakfark i lekarz-filozof Sebastian Petrycy siedzą na lewo pod drzewem, Jan Kochanowski z kronikarzem Marcinem Bielskim grają w szachy, heraldyk Bartosz Paprocki siedzi roześmiany za grającymi w szachy, ze wzniesionymi kielichami stoją magnaci: Jan Łaski, Mikołaj Oleśnicki i stolnik sandomierski Stanisław Lupa Podlodowski

Piotr Kaszowski z Wysokiego herbu Janina, (ur. ok. 1520, zm. w 1592 roku) – współzałożyciel (ok. 1550–1560) Rzeczypospolitej Babińskiej,  popularny „babiński kanclerz”, satyryk, dziedzic Wysokiego, sędzia ziemski lubelski w latach 1572–1592, deputat sądów ultimae instantiae województw: sandomierskiego, lubelskiego i podlaskiego.
kalwinista, fundator zboru kalwińskiego w Wysokiem.
Syn Łukasza Kaszowskiego (1470–1523) – podkomorzego lubelskiego (1514), właściciela Wysokiego i Urszuli Sienickiej (zm. po 1523). Brat Jana  Kaszowskiego (1510–1570).
Gdy miał dziesięć lat, w 1530 Wysokie zostało spalone przez Tatarów. Spaliły się również przywileje miejskie, które jego ojciec Łukasz Kaszowski wznowił u króla Zygmunta I w 1550 r.
Poseł na sejm warszawski 1563/1564 roku, sejm piotrkowski 1565 roku, poseł na sejm lubelski 1566 roku, sejm piotrkowski 1567 roku, sejm  lubelski 1569 roku, sejm 1572 roku, sejm konwokacyjny 1573 roku z województwa lubelskiego, podpisał akt unii lubelskiej i akt konfederacji warszawskiej 1573 roku, poseł na sejm koronacyjny 1574 roku z województwa lubelskiego.
Na zjeździe w Jędrzejowie w 1576 roku potwierdził wybór Stefana Batorego na króla Polski.
Poseł na sejm 1576/1577 roku, sejm 1578 roku,  sejm 1582 roku z województwa lubelskiego. Poseł na sejm zwyczajny 1585 roku z powiatu lubelskiego. Poseł na sejm konwokacyjny 1587 roku z województwa lubelskiego, podpisał akt konfederacji generalnej.
Piotr Kaszowski ożenił się z Anną  – córką Mikołaja Pszonki z Babina. Brat Anny, Stanisław Pszonka z Piotrem Kaszowskim (obaj byli sędziami lubelskimi), założyli Rzeczpospolitą Babińską. Ta społeczność wesołych kpiarzy, założona w połowie XVI w skupiała na dworze Pszonków w Babinie pod Lublinem, oprócz braci szlachty – najprawdopodobniej wybitnych pisarzy takich jak : Rej, Kochanowski, Trzecieski, Sarnicki, Paprocki
Piotr Kaszowski był kalwinistą i kościół zamienił na zbór kalwiński. W zborze tym kaznodzieją był jego przyjaciel Jakub Sadurski.
Po śmierci Piotra Kaszowskiego w 1594 r., właścicielami Wysokiego zostają w 1610 r. jego synowie: Łukasz i Jan Kaszowscy.
Uwieczniony na obrazie Jana Matejki pt. Rzeczpospolita Babińska.